# Hanssuesia sternbergi
Hanssuesia sternbergi es la única especie conocida del género extinto  Hanssuesia  de dinosaurio marginocéfalo, paquicefalosáurido, que vivió a finales del período Cretácico, hace aproximadamente 75 millones de años, en el Campaniense, en lo que es hoy Norteamérica. Fue encontrado en los sedimentos de la Formación Río Judith en la Alberta de Canadá.

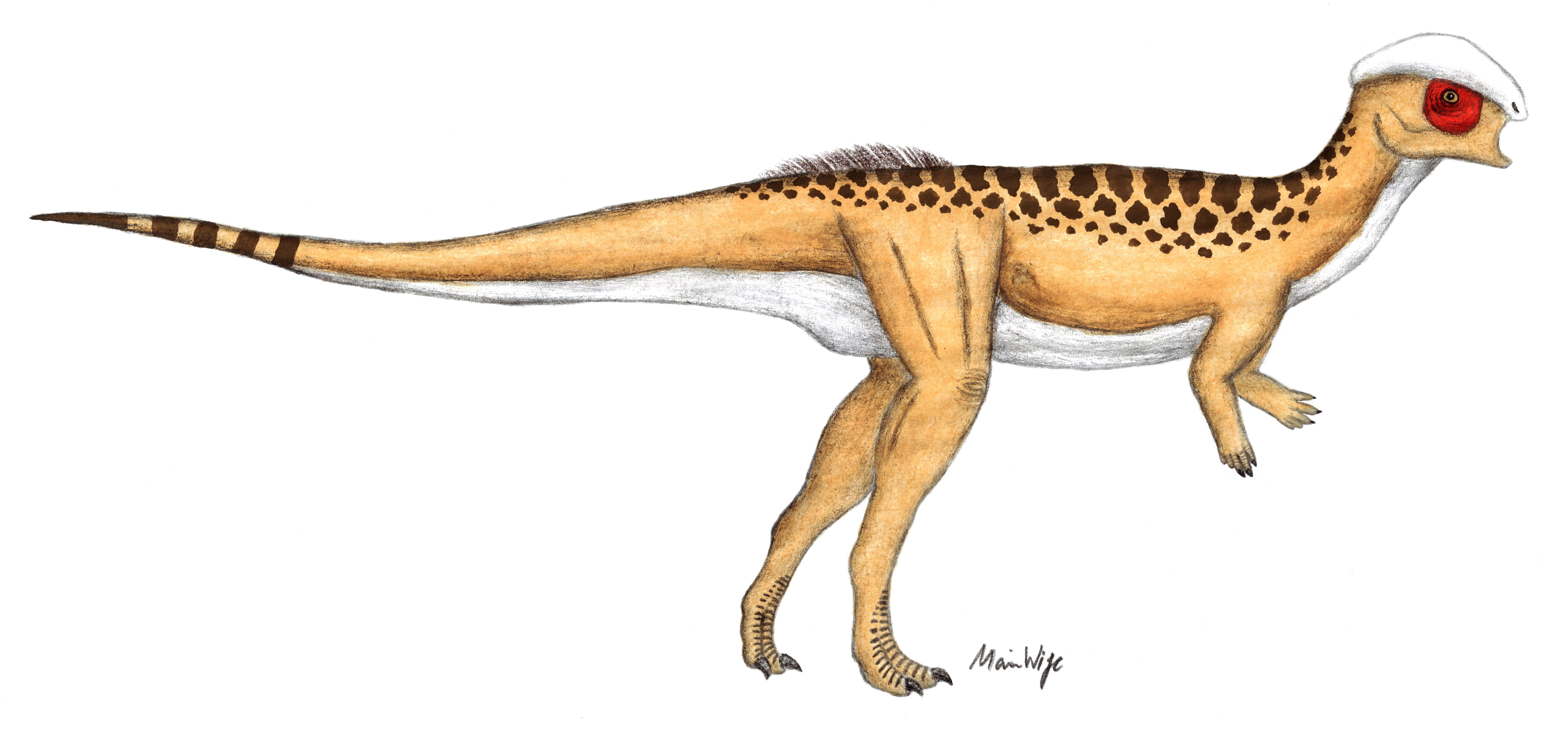
Reconstrucción

Hanssuesia se basa en una cúpula de cráneo originalmente llamada Troodon sternbergi por Barnum Brown y Erich Maren Schlaikjer en 1943. El nombre específico honraba a Charles Mortram Sternberg, quien encontró la cúpula en 1928 cerca de Steveville en el sur de Alberta. En 1945, fue transferido a Stegoceras por el propio C. M. Sternberg, como Stegoceras sternbergi.
El género Hanssuesia fue nombrado por primera vez por Robert M. Sullivan en 2003, honra al paleontólogo Hans-Dieter Sues.  En la publicación también apareció la variante de ortografía "Hanssuessia" y el mismo año Sullivan eligió para Hanssuesia como el nombre válido. Su especie tipo es Troodon sternbergi, la combinatio nova es Hanssuesia sternbergi.
H. sternbergi es conocido por el holotipo NMC 8817 y seis especímenes referidos, principalmente frontoparietales, que se recolectaron de dos formaciones del Grupo del Río Belly en Alberta, Canadá, la formación del Parque de Dinosaurios datada del campaniense tardío, hace 76,5 a 75 millones de años, en el Parque Provincial de Dinosaurios y la Formación Oldman del campaniense medio, 77,5 a 76,5 millones de años, así como desde la Formación Río Judith superior en Montana, Estados Unidos del  campaniense tardío hace 76 75 millones de años.
Al igual que otros paquicefalosáuridos, Hanssuesia tenía un grueso techo de cráneo . Sin embargo, Hanssuesia se distingue de otros paquicefalosáuridos por tener una región parietal deprimida , una cúpula frontoparietal que es ancha en el frente y en la parte trasera, una protuberancia nasal ancha en los frontales, lóbulos prefrontal reducidos pero hinchados y una plataforma parietoesquamosa reducida en la cúpula trasera.